# 北京公交936路
北京公交936路，原为北京公交城际丰宁班车，是北京市的一条公交车线路，全程约166公里，共设3座车站。始發自来广营路口北，经停怀柔汽车站，终到至丰宁客运站。目前由北京公交集团第七客运分公司运营，也是北京乃至全中国线路最长的公交线路。

## 线路之最
- 北京全程票价最高的公交线路
- 海拔落差最大的公交线路
- 北京最长的跨省公交线路
- 北京乃至全国线路最长的公交线路

## 历史

### 一代936路（东直门—九谷口）
原北京公交936路，從东直门外站始發至九谷口站終點（原青龙峡线）。
2017年8月16日，原北京公交936路缩短至庙城东站，并改号为北京公交H58路，撤出路段由北京公交916路直接代替。

### 二代936路（城际丰宁班车）

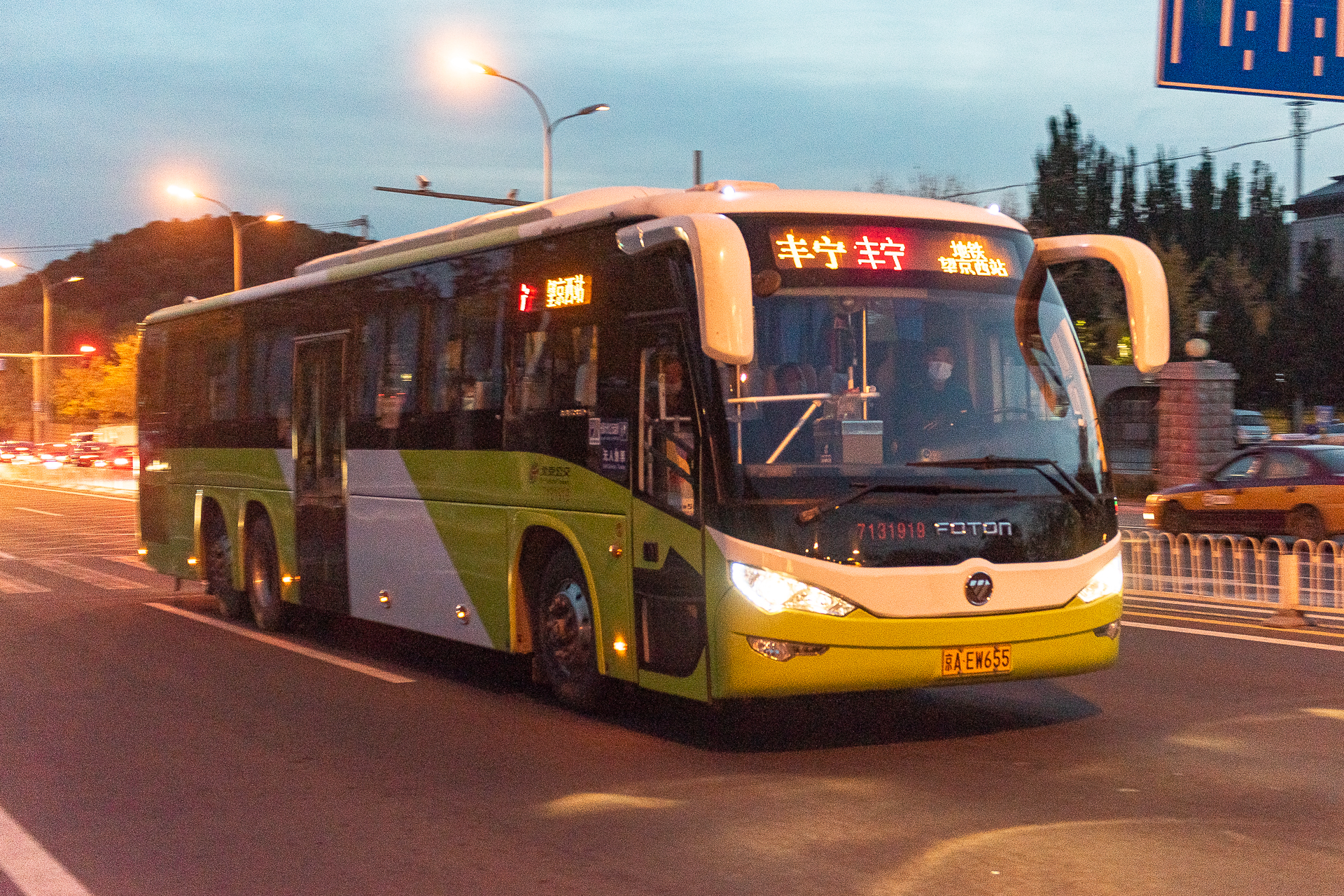
本线用车驶经111国道雁栖湖段，留意其线路号2020年10月仍显示为“城际丰宁”

2014年底，因111国道拓宽，为方便河北省丰宁县乘客通勤进京，丰宁城际公交线路开通。该线路运营伊始至2020年12月26日期间，一直以班車形式運營，無正式路号。
2020年9月6日，本线路拟更名為北京公交936路，并计划于望京西枢纽站改造期间迁移至来广营路口始发，但因来广营路口站台改造空间有限而暂时搁置。
2020年12月26日，本线路正式迁移至来广营始发，并更名为936路。

## 路线
本线路途经京承高速、京密高速至怀柔城区、后沿111国道至丰宁。本线路因路途较长，中途会安排司乘人员与乘客休息。

## 沿线站位及周边重要设施

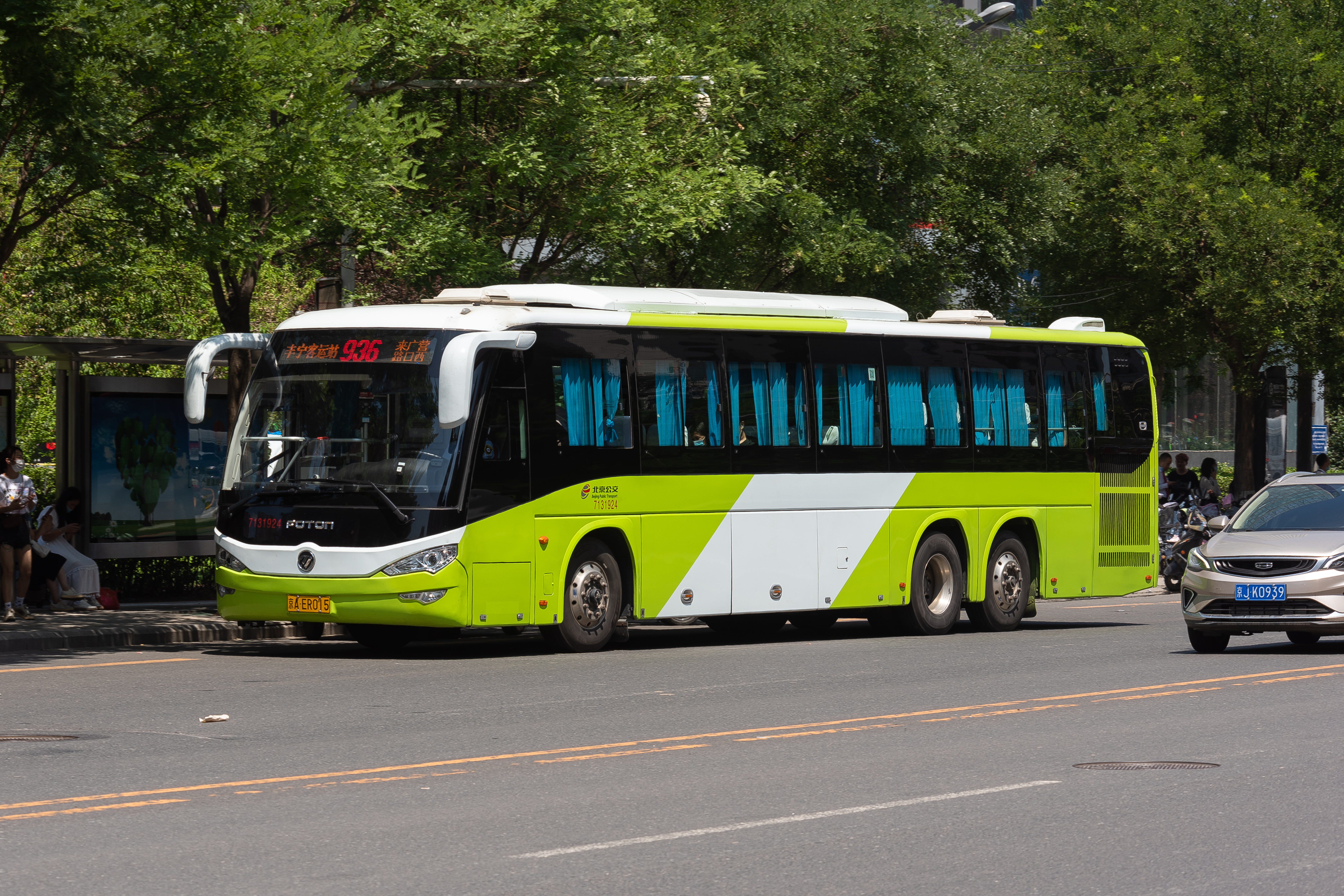
本线在来广营路口西终点站清客

| 车站名称          | 车站名称        | 行政区划             | 重要设施                                                |
| 来广营路口西 方向 | 丰宁客运站 方向 | 行政区划             | 重要设施                                                |
| ----------------- | --------------- | -------------------- | ------------------------------------------------------- |
| 来广营路口西      | 来广营路口北    | 北京市朝阳区         | 北京地铁 █ 14号线来广营站 朝来高科技产业园 望京诚盈中心 |
| 怀柔汽车站        | 怀柔汽车站      | 北京市怀柔区         | 怀柔城区                                                |
| 丰宁客运站        | 丰宁客运站      | 河北省丰宁满族自治县 | 丰宁城区                                                |

## 票价
本线路为分段计价线路：10公里以內票價2元，每增加5公里以內加價1元，全程现金购票最高票價34元。使用北京市政交通一卡通刷卡乘车，在北京市域範圍内可享受5折優惠，學生卡享受2.5折优惠；河北省范围内可享受8折優惠。全程刷普通卡或刷码乘车票价17.91元，刷学生卡乘车票价10.18元，刷敬老卡乘车免费。
來廣營路口北/來廣營路口西—懷柔汽車站：10元
懷柔汽車站—豐寧客运站：24元
來廣營路口北/來廣營路口西—豐寧客运站：34元